# Anna Maria Alberghetti
Anna Maria Alberghetti (ur. 15 maja 1936) – włoska aktorka filmowa i telewizyjna.

## Filmografia
seriale
- 1952: The Ford Television Theatre jako Maria Andrini
- 1954: Climax! jako Angele Corton
- 1959: Startime jako Ginny Gibbons

filmy
- 1951: Medium, The jako Monica
- 1960: Kopciuch jako Księżniczka
- 2000: Wybuchowa rodzinka jako Lady Zito

## Nagrody
W 1962 roku wystąpiła na Broadwayu i otrzymała Nagrodę Tony.